# Коммунистическая партия Суринама
Коммунистическая партия Суринама (нидерл. Kommunistische Partij van Suriname) — суринамская левая политическая партия, основанная 24 июня 1981 года журналистом Брамом Бером.
Суринамские коммунисты, ещё не оргнанизовавшиеся в партию, уже представляли кандидатов на выборах 1977 года как „Народно-демократический фронт“.
Партия симпатизировала ходжаизму. Состояла в резкой оппозиции военно-диктаторскому режиму Дезире Баутерсе. 8 декабря 1982 года Брам Бер наряду с 14 другими оппозиционерами был убит сторонниками диктатора, это событие получило название «декабрьские убийства» (нидерл. Decembermoorden).
С окончанием «холодной войны» исчезла с политической сцены.